# うどんかぞえうた
「うどんかぞえうた」は、知久寿焼とうどんオールスターズの楽曲。2011年9月21日より配信が開始された。

## 概要
たまの元メンバーである知久寿焼とうどんのメニューをモチーフとしたキャラクターで構成されるユニット「知久寿焼とうどんオールスターズ」による楽曲で、同ユニットのメジャーデビュー曲となっている。
本作は、ヒガシマル醤油「うどんスープ」のコマーシャルソングとして制作され、2011年春より放送が開始された。音源には声優の田中真弓がボーカルを担当したアレンジも存在している。
2011年9月21日より本作の着うたと着うたフルの配信が開始された。2012年5月7日よりドコモマーケットMUSICストアで「着信音にオススメ♪TVCMソング」特集が公開されたと同時に、同ストアのデイリーランキングにて4位にランクインした。
2019年2月10日に発売された知久のソロアルバム『知久寿焼のうた その2〜ほとんど弾き語り新録もの〜』に弾き語り音源が収録された。
コマーシャルソングは、「東日本編」（愛知県以東）と「西日本編」の2種類が存在する。西日本編では、東日本編にはある「たぬき」が無い代わりに「なべやき」が登場する（なお、30秒版では両方登場する。#外部リンク参照）。これは、たぬきは東日本では揚げ玉のせたものを指すことが一般的だが、西日本では油揚げをのせたものや餡をかけたものを指すなど地域による差があることによるものである（たぬき (麺類)#各地方の特徴も参照）。

## CM以外での披露
知久は、自身のライブにて幾度か演奏したことがある。
2018年4月5日に放送された日本テレビ系『PON!』のコーナー「あの歌声だ〜れ？」に知久が出演した際に、本作をフルバージョンで演奏した。